# Brasiliocroton mamoninha
Brasiliocroton mamoninha é uma espécie de árvore da família Euphorbiaceae. Tem distribuição disjunta, com ocorrências registradas nos estados brasileiros do Maranhão, isolada no nordeste, e outra área de ocorrência no Espírito Santo, Minas Gerais e sul da Bahia. Seus nomes populares são mamona-da-mata e mamoninnha.
As árvores variam de 3 a 15 metros de altura. Tem folhas ovadas ou ocasionalmente obovada. As sépalas de suas flores são unidas pela metade do comprimento, e seu fruto é liso e globoso. Cresce em terras não inundadas, entre 50 a 300 m de altitude.
A espécie foi descrita em 2005. O holótipo foi coletado em Marilândia, Espírito Santo, em 1994. O epíteto específico é um dos nomes populares registrados para a espécie.
É uma das duas espécies no gênero Brasiliocroton, junto com Brasiliocroton muricatus. Pode ser distinguida da congênere pela cor do indumento nos ramos jovens e eixos das inflorescências, pela posição e sexo das panículas, pela fusão dos sépalos das flores pistiladas e pela forma, tamanho, superfície e indumento do fruto.
B. mamoninha possui pólen apolar, esférico, inaperturado e de tamanho médio, com diâmetro médio medindo 31,6 μm, e com um padrão de ornamentação tipo padrão-Croton. A ornamentação, a morfologia da ultraestrutura da parede e a variação do diâmetro dos grãos de pólen também são características diagnósticas que permitem diferenciar a espécie de B. muricatus.